# Sabe que estás sola
He Knows You're Alone (Él sabe que estás sola en Latinoamérica; Sabe que estás sola en España) es una película slasher de 1980 dirigida por Armand Mastroianni, escrita por Scott Parker y editada por George Norris. Fue una de las primeras películas influenciadas por el éxito de Halloween (1978) y comparte una serie de similitudes con dicha película. Supuso el debut cinematográfico de Tom Hanks, que interpreta un pequeño papel.

## Argumento
Una joven novia, prometida con un detective de policía llamado Len, es asesinada el día de su boda por un hombre al que rechazó. Varios años más tarde, el asesino empieza una oleada de crímenes, matando a novias. Len cree que el asesino de su prometida ha vuelto e investiga los crímenes. El asesino acosa a la futura novia Amy, y a sus amigos de la universidad, Nancy y Joyce. Amy se está replanteando su futuro matrimonio, y su exnovio Marvin vuelve e intenta reavivar su relación.

## Reparto
- Don Scardino como Marvin.
- Caitlin O'Heaney como Amy Jensen.
- Elizabeth Kemp como Nancy.
- Tom Rolfing como Ray Carlton.
- Lewis Arlt como el detective Len Gamble
- Patsy Pease como Joyce.
- James Rebhorn como el profesor Carl Mason
- Dana Barron como Diane Jensen.
- Tom Hanks como Elliot.
- Paul Gleason como el detective Frank Daley

## Producción
La película se rodó enteramente en Staten Island (Nueva York) y la producción, desde el guion hasta la edición final, solo tardó seis meses en completarse, con solo 15 días de filmación. La banda sonora original fue compuesta por Alexander y Mark Peskanov. La película marcó la primera aparición en una película de Tom Hanks, quien interpretó un papel relativamente pequeño. De hecho, en el guion original, el personaje de Hanks tenía que ser asesinado, pero a los realizadores les gustó tanto su actuación que quitaron del guion el momento de la muerte.

## Recepción
La película recibió críticas generalmente negativas, y tiene una puntuación de 20% en Rotten Tomatoes.